# Regno di Dambadeniya
Il Regno di Dambadeniya (in singalese: දඹදෙණිය යුගය) fu un regno medievale dello Sri Lanka con capitale Dambadeniya.
Quattro re governarono questo regno:
1. Vijayabahu III (1220–1236)
2. Parakramabahu II (1236–1270)
3. Vijayabahu IV (1270–1272)
4. Bhuvanekabahu I (1272–1283)